# Eduardo Souto de Moura
Eduardo Elísio Machado Souto de Moura GOSE • GOIH • GOM • GCIP (Porto, Cedofeita, 25 de Julho de 1952) é um arquiteto português. Recebeu em 2011 o Prémio Pritzker (o Nobel da Arquitetura) e em 2018 o Leão de Ouro da Bienal de Veneza.

## Vida
É filho de José Alberto Souto de Moura (Braga, Sé, 24 de junho de 1917 - Porto, 22 de outubro de 1988), Licenciado em Medicina pela Faculdade de Medicina da Universidade de Coimbra, especialista em Oftalmologia, e de sua mulher (Vila Verde, Soutelo, 21 de julho de 1948) Maria Teresa Ramos Machado (Vila Verde, Soutelo, 17 de agosto de 1920 - ?) e irmão do 9.º procurador-geral da República Portuguesa José Adriano Machado Souto de Moura e de Maria Manuela Machado Souto de Moura (Porto, Cedofeita, 21 de Abril de 1949), Licenciada em Medicina pela Faculdade de Medicina da Universidade do Porto, especialista em Clínica Geral e Medicina Familiar, casada (Vila Verde, Soutelo, 4 de Setembro de 1976) com António José Durão da Costa Pereira (Porto, Paranhos, 24 de Fevereiro de 1948), Licenciado em Engenharia Civil pela Faculdade de Engenharia da Universidade do Porto, filho de Manuel José da Costa Pereira e de sua mulher Maria Inês de Gouveia Durão, com geração.
Licenciado em Arquitectura pela Escola Superior de Belas Artes do Porto, Arquitecto com uma notável carreira nacional e internacional, Eduardo Souto de Moura iniciou a sua carreira colaborando no atelier de Álvaro Siza Vieira. Em 1981, recém-formado, surpreendeu a comunidade dos arquitetos vencendo o concurso para o importante projeto do Centro Cultural da Secretaria de Estado da Cultura no Porto (1981-1991) que o viria a lançar, dentro e fora de Portugal, como um dos mais importantes arquitetos da nova geração. O seu reconhecimento internacional viria a reforçar-se com a conquista do primeiro lugar no concurso para o projeto de um hotel na zona histórica de Salzburgo, na Áustria, em 1987. Casou em Matosinhos com a também Arquiteta Maria Luísa Marinho Leite Penha, da qual tem três filhas: Maria Luísa Penha Souto de Moura (Lisboa, 1982), Licenciada em Arquitectura pela Faculdade de Arquitectura da Universidade do Porto, que de Carlos Passarinho tem uma filha natural, Maria José Souto de Moura Passarinho, Maria da Paz Penha Souto de Moura (Porto), Licenciada em Enfermagem pela Escola Superior de Enfermagem D. Ana Guedes, e Maria Eduarda Penha Souto de Moura (Porto, 27 de Setembro de 1990), Licenciada em Arquitectura.
Trabalhou com Álvaro Siza Vieira, mas cedo criou o seu próprio espaço de trabalho. Souto Moura, influenciado pela horizontalidade das linhas condutoras de Mies van der Rohe, tem nas casas o seu grande espólio de obras. É um dos expoentes máximos da chamada Escola do Porto, vencedor do Prémio Pritzker em 2011.
A 9 de junho de 1995 foi feito Grande-Oficial da Ordem do Infante D. Henrique e a 9 de julho de 1999 foi feito Grande-Oficial da Ordem do Mérito.
A partir da Casa em Cascais, realizada em 2002, começou a afastar-se da linguagem miesziana que o definiu numa primeira fase da sua obra, começando a redesenhar a forma de construir e criar arquitetura através da complexidade e dinamismo de formas, mas sempre com o cuidado do desenho espacial habitual. Exemplo disso é o Estádio Municipal de Braga, onde o imaginário de teatro e o cenário da pedreira, onde a obra foi edificada, nada nos remetem às primeiras obras do arquiteto, mas muito mais a uma segunda etapa que dá, agora, os primeiros passos.
A 14 de julho de 2011, Souto de Moura foi distinguido pela Faculdade de Arquitetura e Artes da Universidade Lusíada do Porto com o doutoramento Honoris Causa. No mesmo ano de 2011, a Universidade de Aveiro também lhe concedeu o título de Doutor Honoris causa.
A 20 de janeiro de 2012 foi feito Grande-Oficial da Ordem Militar de Sant'Iago da Espada e a 18 de abril de 2019 foi agraciado com a Grã-Cruz da Ordem da Instrução Pública.
Em 2018 recebeu o Leão de Ouro da Bienal de Veneza e, 3 anos depois, a distinção Pritzker, conhecido como o prémio "Nobel da Arquitetura".
A 20 de outubro de 2023, foi distinguido com a Medalha de Ouro do Círculo de Belas Artes de Madrid.
A 30 de janeiro de 2024, foi distinguido com o grau de Comendador da Ordem das Artes e das Letras de França.

## Obra
- 1980 - Projeto de Requalificação de uma Ruína no Gerês
- 1980/84 - Mercado Municipal de Braga
- 1981/91 - Casa das Artes, Centro Cultural da Secretaria de Estado da Cultura, Porto
- 1982/85 - Casa 1 em Nevogilde, Porto
- 1983/88 - Casa 2 em Nevogilde, Porto
- 1984/89 - Casa na Quinta do Lago, Almancil
- 1986/88 - Anexos a uma habitação na Rua da Vilarinha, Porto
- 1987/92 - Casa em Alcanena, Torres Novas
- 1987/89 - Hotel em Salzburgo
- 1987 - Plano de pormenor para a Porta dei Colli, Palermo, Itália
- 1987/91 - Casa 1 em Miramar, Vila Nova de Gaia
- 1987/94 - Casa na Avenida da Boavista, Porto
- 1988 - Plano de pormenor e equipamentos para Mondello, Palermo, Itália
- 1989/97 - Reconversão do Convento de Santa Maria do Bouro numa Pousada, Amares
- 1989/94 - Casa no Bom Jesus do Monte, Braga
- 1990/94 - Departamento de Geociências da Universidade de Aveiro, Aveiro
- 1990/93 - Casa na Maia
- 1990/93 - Casa em Baião
- 1991/95 - Casa em Tavira
- 1991 - Burgo Empreendimento - edifícios de escritórios e galeria comercial, na Avenida da Boavista, Porto[10]
- 1991/98 - Casa em Moledo do Minho, Caminha
- 1992/95 - Bloco de habitação na Rua do Teatro, Porto
- 1992/01 - Biblioteca infantil e auditório para a Biblioteca Pública Municipal do Porto
- 1993/04 - Remodelação e valorização do Museu Grão Vasco, Viseu
- 1993/99 - Casas pátio em Matosinhos
- 1993 - Reconversão do edifício da Alfândega do Porto em Museu dos Transportes e Comunicações
- 1994/02 - Casa na Serra da Arrábida
- 1994/02 - Casa em Cascais
- 1994/01 - Três habitações na Praça de Liège, Porto
- 1995 - Plano de pormenor do novo centro direcional da Maia
- 1995 - Reconversão da Faixa Marginal de Matosinhos Sul
- 1996/97 - Projeto de interiores para a Pousada de Santa Maria do Bouro, Amares
- 1997/99 - Projeto de interiores para os Armazéns do Chiado, Lisboa
- 1997/01 - Centro Português de Fotografia, edifício da Cadeia da Relação do Porto
- 1997 - Projeto de arquitetura para o Metro do Porto, Grande Porto
- 1997/01 - Edifício de habitação coletiva na Maia
- 1997/01 - Remodelação do Mercado de Braga
- 1998/99 - Galeria Silo no Norte Shopping, Matosinhos
- 1998/03 - Casa do Cinema Manoel de Oliveira, Porto
- 1995/98 - Coautor do projeto do Pavilhão de Portugal na Expo'98 com Siza Vieira, Lisboa
- 2000/03 - Estádio Municipal de Braga para o Euro 2004.
- 2005 - Serpentine Gallery Pavilion, nos Kensington Gardens, Londres, Reino Unido (com Álvaro Siza Vieira).[11]
- 2004/08 - Centro da Arte Contemporânea Graça Morais, em Bragança [12]
- 2008/13 - Coliseu de Viana do Castelo
- 2005/09 - Casa das Histórias Paula Rego, Museu em Cascais
- 2013 - Centro Cultural de Viana do Castelo, Viana do Castelo

## Prémios
- 1992 - Prémio Secil de Arquitetura: 1º. Prémio para a construção de auditório e biblioteca infantil da Biblioteca Pública Municipal do Porto[13]
- 1995 - Prémio Internacional da Pedra na Arquitetura para a Casa em Braga, Verona, Itália
- 1996 - Prémio Anual da Secção Portuguesa da Associação Internacional de Críticos de Arte
- 1998 - 1º. Prémio I Bienal Ibero-Americana com a Pousada de Santa Maria do Bouro. Prémio Pessoa/98.
- 2001 - Recebeu a Medalha de Ouro Heinrich Tessenow, da fundação Heinrich Tessenow Gesellschaft e V. (Alfred Toepfer Stiftung F.V.S.), Hamburgo, Alemanha
- 2004 - Prémio Secil de Arquitetura: 1º. Prémio para a construção do Estádio Municipal de Braga[13]
- 2011 - Prémio Pritzker[1]
- 2011 - Prémio Secil de Arquitetura: 1º. Prémio para a construção da Casa das Histórias Paula Rego[13]
- 2013 - Prêmio Wolf de Artes[14][15]
- 2018 - Leão de Ouro da Bienal de Arquitetura de Veneza
- 2019 - Prémio Arnold W. Brunner, da Academia Americana de Artes e Letras

## Fotos

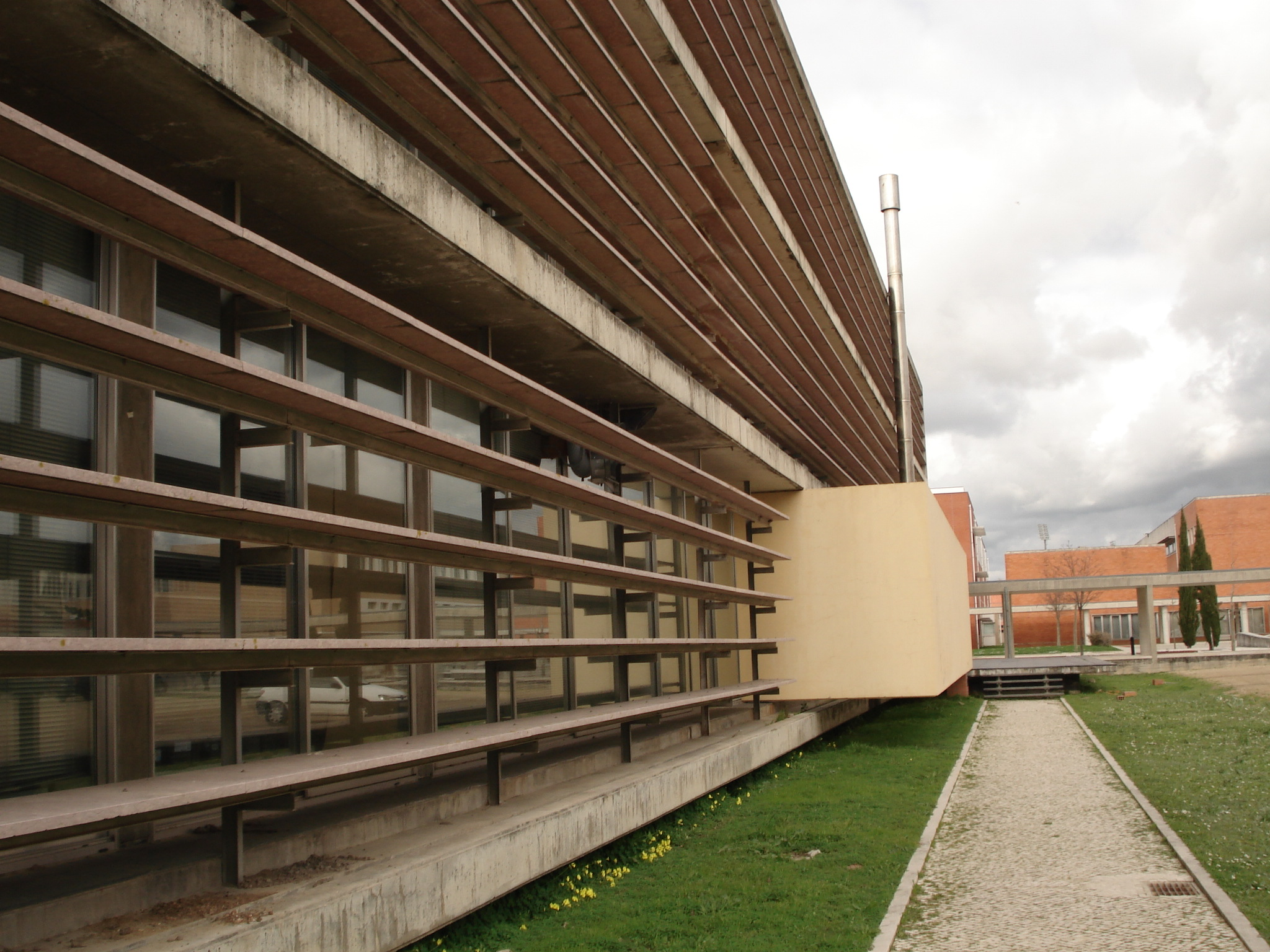
Departamento de Geociências da Universidade de Aveiro
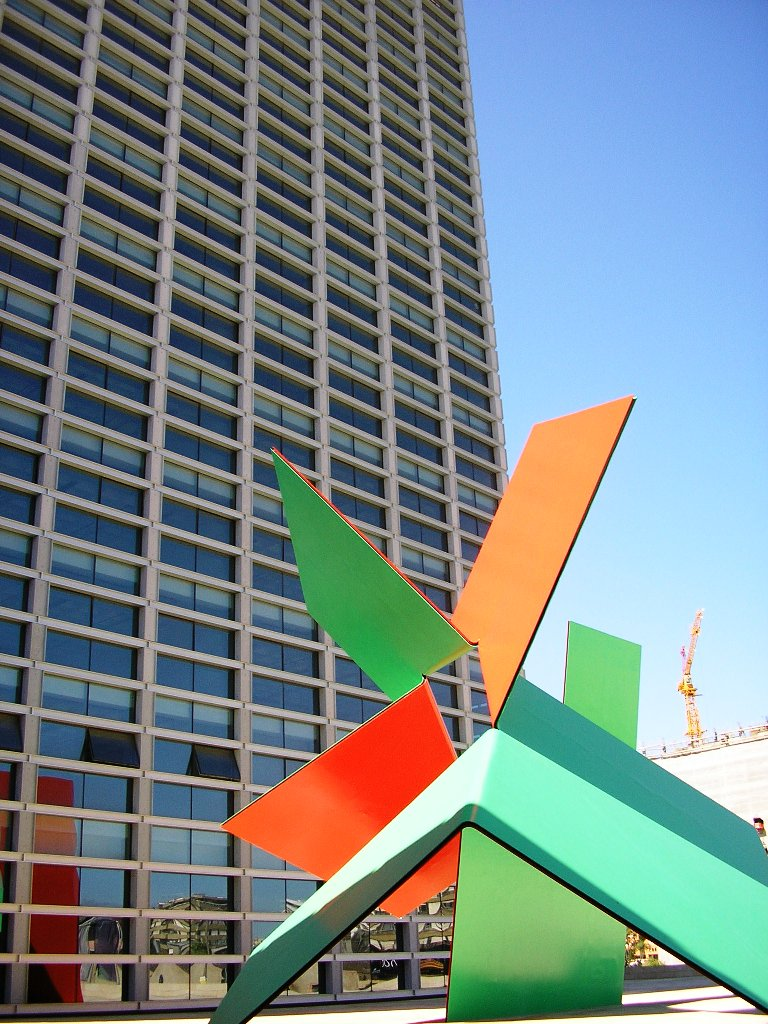
Burgo Empreendimento na Avenida da Boavista
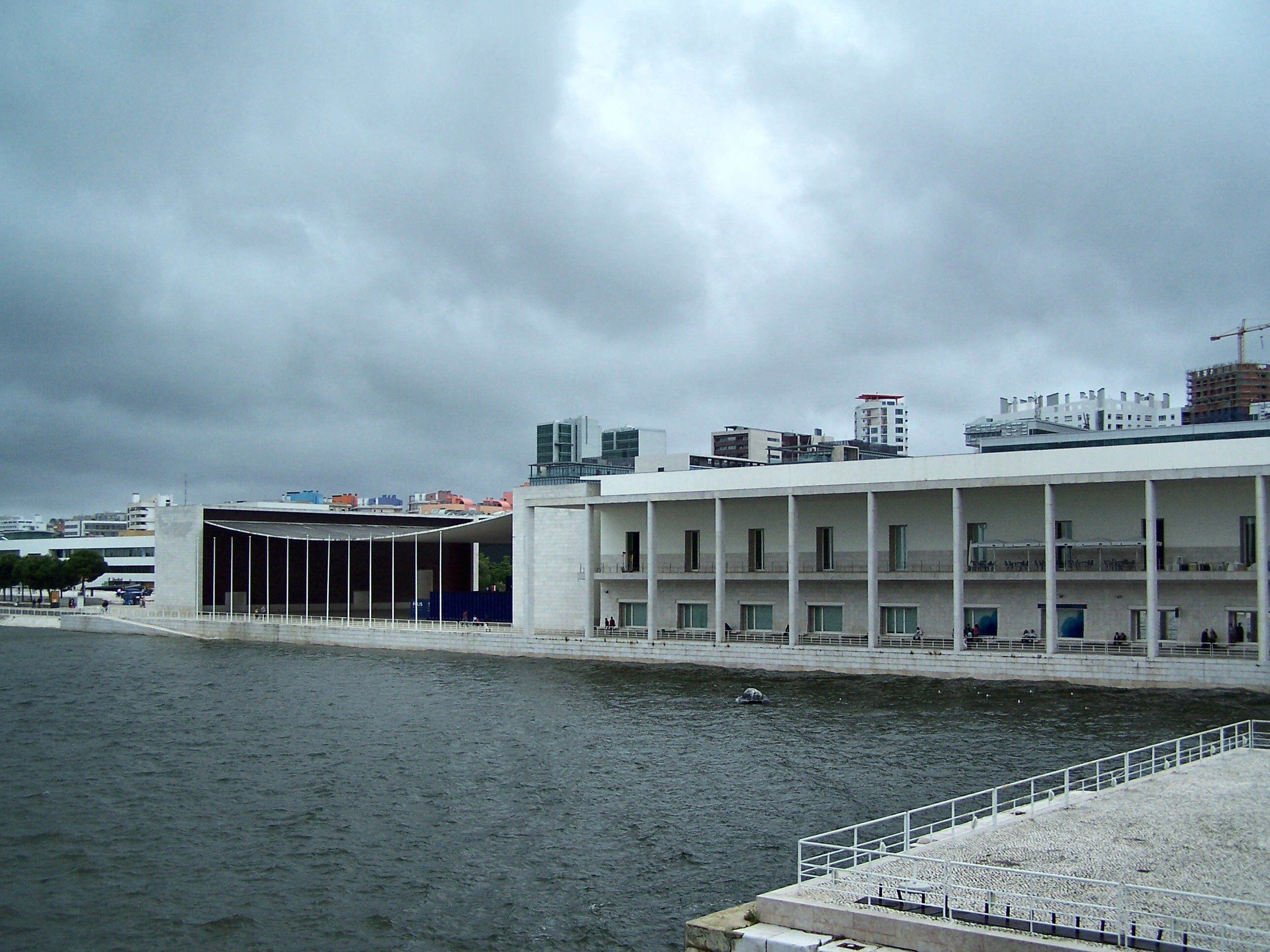
Pavilhão de Portugal, em colaboração com Siza Vieira
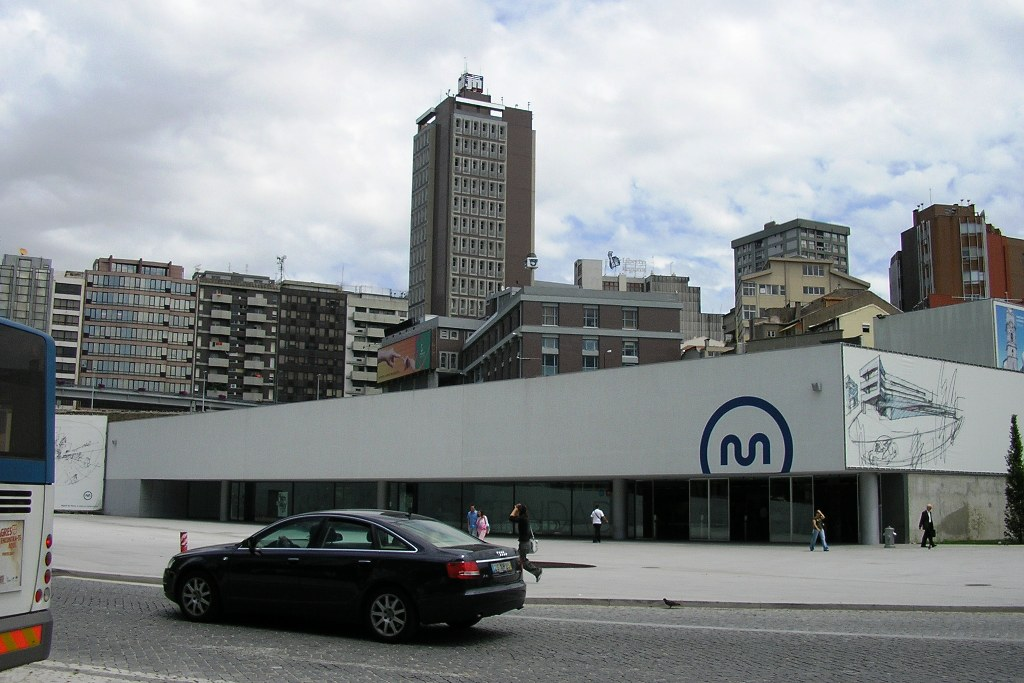
Estação da Trindade do Metro do Porto
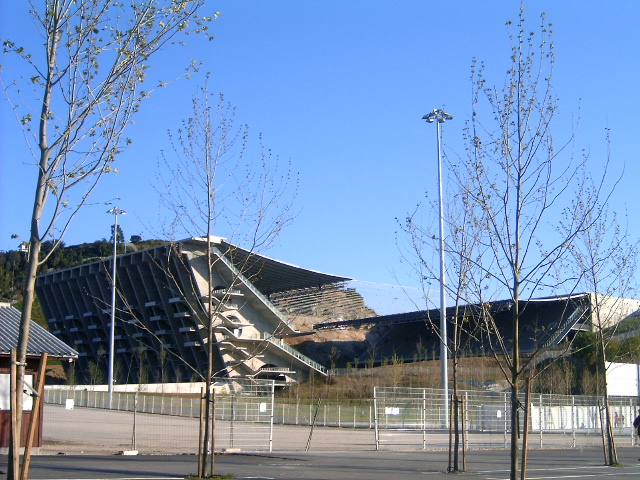
Estádio Municipal de Braga
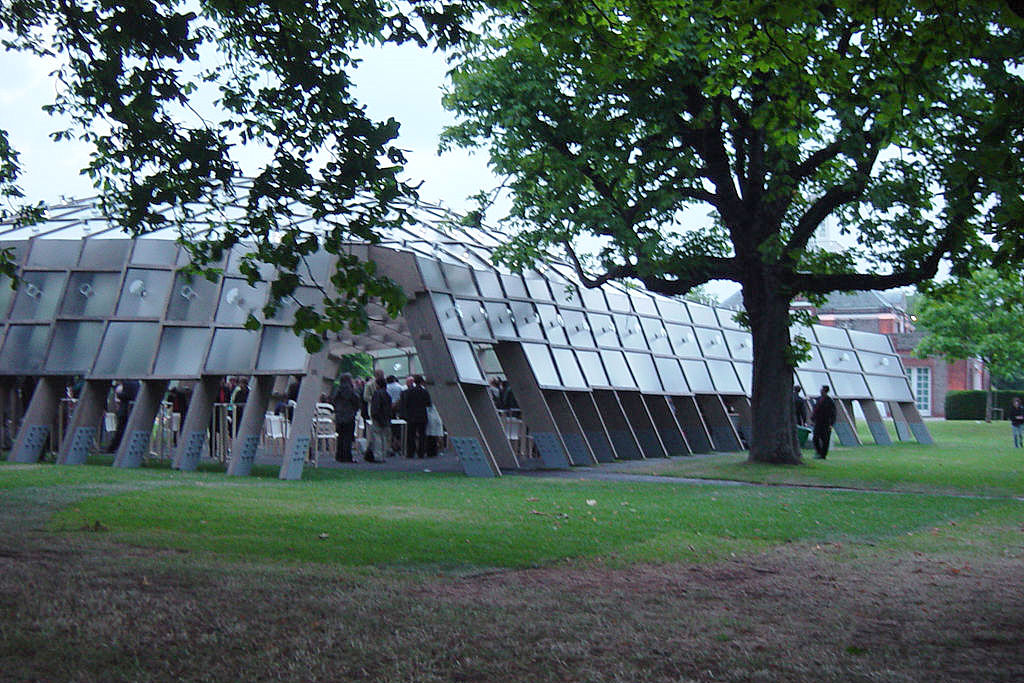
Serpentine Gallery Pavilion em Londres
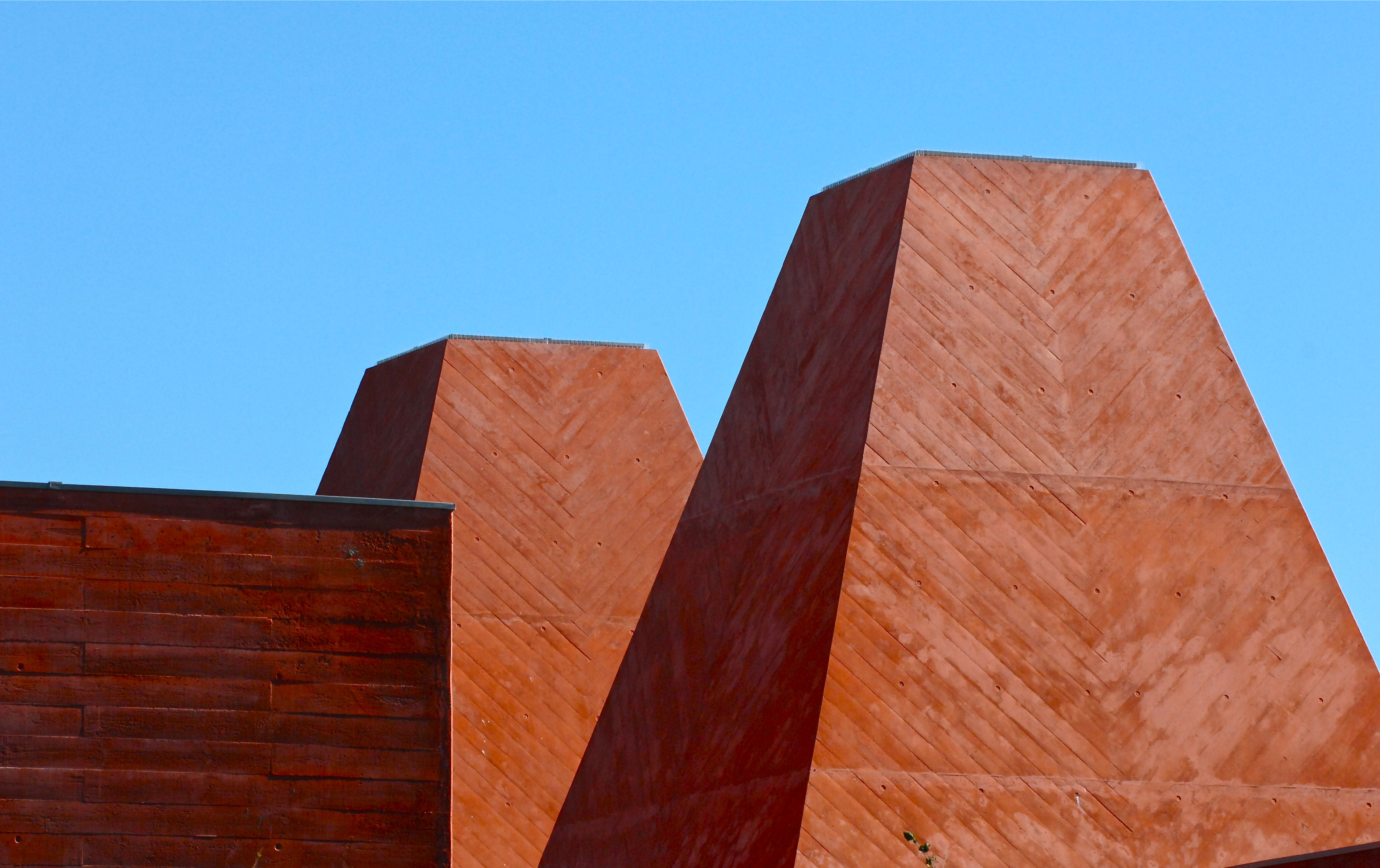
Casa das Histórias Paula Rego, Cascais
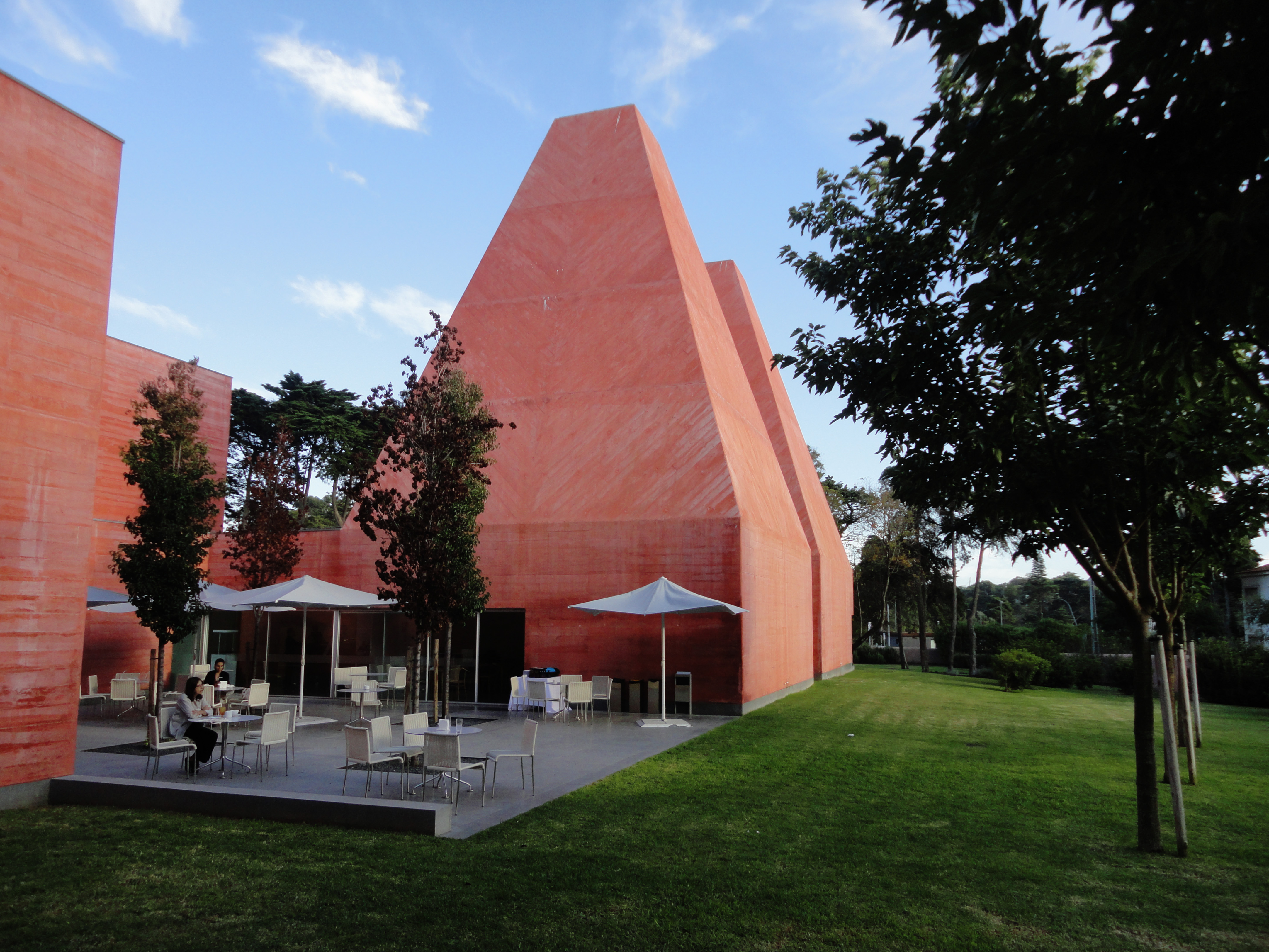
Casa das Histórias Paula Rego, Cascais
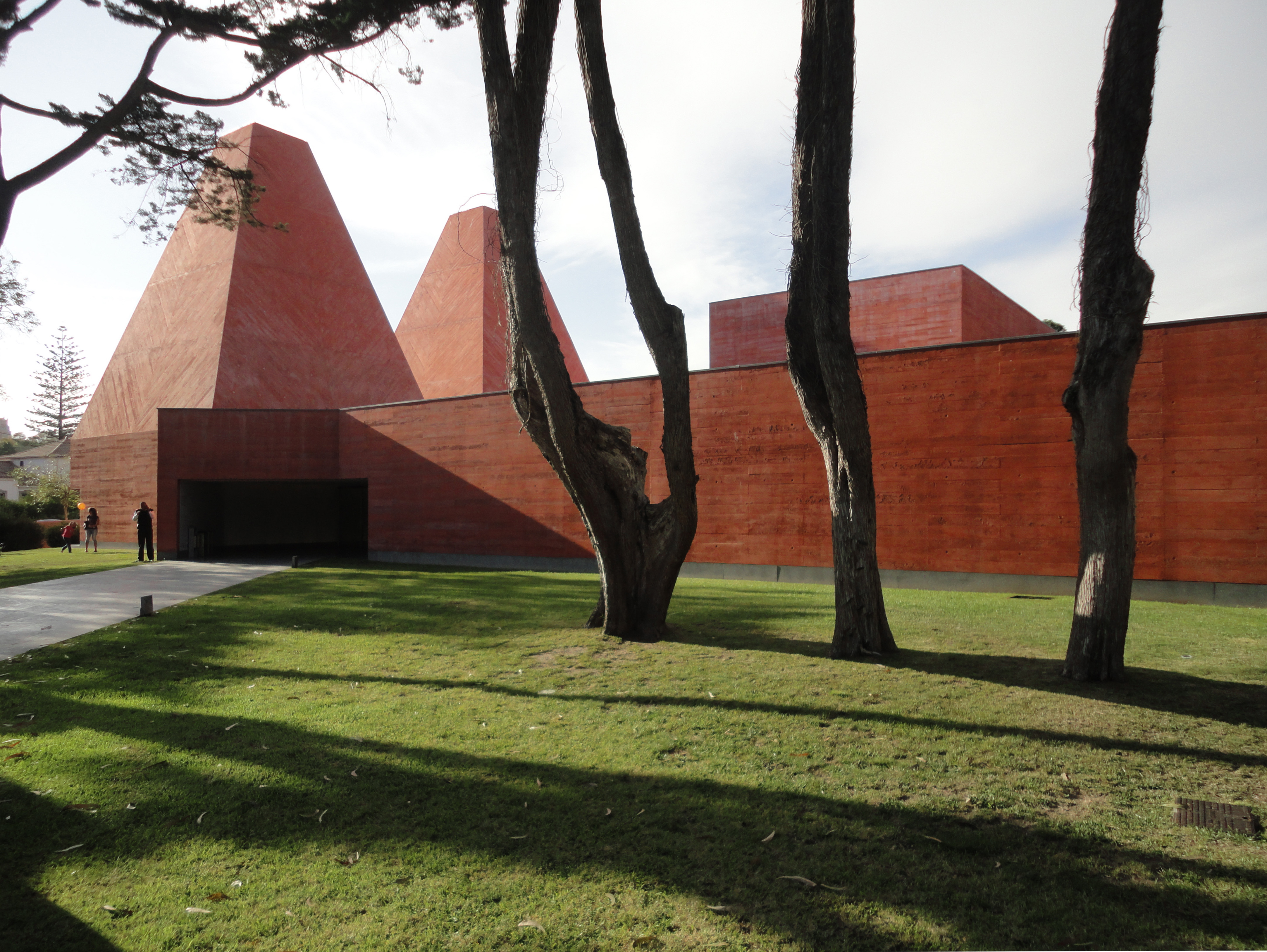
Casa das Histórias Paula Rego, Cascais